# 역성혁명
역성혁명(易姓革命)이라는 용어는, 고대 중국에서 맹자 등의 유교에 근거한, 오행 사상 등으로부터 왕조의 교대를 정당화하는 이론이다. 이러한 역성혁명은 정치 지배 주체의 교체에 초점이 맞춰져 있고, 사회 경제 구조의 변화나 발전을 수반하지는 않는다.
현대 중국에서는 조대순환(朝代循環)이라고 불린다. 서양에서는 이 용어가 다이너스틱 사이클(Dynastic cycle)이라고 번역된다.

## 개요
주(周)의 무왕(武王)이 주왕(紂王)을 멸망시켰을 때부터 주창되어, 하늘(天)은 자신을 대신하여 왕조에게 지상을 다스리게 하지만, 덕을 잃은 현재의 왕조에 하늘이 등을 돌릴 때 '혁명'(즉 천명을 개혁하는 것)이 일어난다고 여겨졌다. 그리고 이를 깨닫고, 군주(천자, 즉 하늘의 아이)가 스스로 자신의 자리를 양보하는 것을 「선양」(禅譲), 무력으로 쫓겨나는 것을 「방벌」(放伐)이라고 한다.
후한으로부터 선양을 받은 위의 조비는 “요순이 행한 것을 알겠다"(요순의 선양 역시 이런 모습이었을 것이다)라고 하였다고 한다. 후한(유씨)에서 위(조씨)로의 선양처럼, 전 왕조(와 그 왕족)가 덕을 잃고, 새로운 덕을 갖춘 일족이 새로운 왕조를 세웠다(성이 역전되다)라는 것이 기본적인 사고방식이며 '혈통'의 단절이 아니라 '덕'의 단절이 역성혁명의 근거라고 하고 있다. 맹자는 역성혁명의 방법론에 있어 전임자가 후임자에게 양보하는 형태의 '선양'뿐 아니라 무력에 의한 왕위 찬탈인 방벌도 인정했다.
대부분의 새로운 왕조에서는 사서 편찬 등에서 역대 왕조의 정통한 후계임을 강조하는 한편으로, 그 정당성을 강조하기 위해 전 왕조와 그 마지막 군주의 부덕과 악역함이 강조된다. 전형적인 예로서, 걸과 주의 일화가 전해지고 있다. 또한 양제처럼 나쁜 의미가 담긴 시호를 받거나, 조선의 연산군처럼 시호나 묘호 자체를 아예 주지 않는 경우도 있다. 한편, 명에 대한 반역자인 이자성을 토벌하고 천하를 계승한 청 같은 경우에는, 명의 마지막 황제 숭정제를 높여 그에게 시호나 묘호도 주었다.
이와 같이, 역성혁명론은 왕조 교대를 정당화하는 이론이다. 또한 이 이론이 있었기 때문에 유방이나 주원장 같은 피지배계층 출신자의 지배도 긍정될 수 있었다고 할 수 있다. 이것은 서양, 특히 고대 로마의 후계인 동로마 제국을 제외한 광범위한 서유럽 사회에서 군주의 '혈통'이 가장 중시되었던 것과는 대조적이다. 서유럽 국가에서는 한 나라의 군주의 직계가 단절되었을 때, 국내에 군주인 것에 적합한 혈통의 자가 존재하지 않는 경우에는, 타국의 군주의 혈족으로부터 새로운 왕을 맞이하여 새로운 왕조를 열 정도로 혈통 원리가 지배적이었다.
동양에서도 역성혁명에 대한 비판이 있었는데, 예를 들어 에도 막부가 지배했던 봉건 체제 일본에서는 야마가 소코가 이설을 제창하여, 일본의 만세일계 사상과 대비해 《중조사실》(中朝事実)이라는 책을 지었다.
반면 진의 진승(陳勝)은 '왕후장상(王侯将相)의 씨가 어찌 따로 있겠느냐'라는 명언으로 역성혁명을 긍정해 중국 역사상 최초의 농민 반란인 진승 · 오광의 난을 일으켰다. 이 난은 실패로 끝났지만, 나중에 초한전쟁을 거쳐 한조가 일어나는 계기가 되었다.
오행 사상 면으로부터의 설명에서는 만물에는 목화토금수의 덕이 있고, 왕조도 이 가운데 어느 한 가지 덕을 가지고 있다고 여겨졌다. 예를 들어, 한 왕조 말기를 흔들었던 184년의 황건적의 난은 "蒼天已死 黄天當立 歳在甲子 天下大吉 "(창천은 이미 죽었으니 황천이 마땅히 설 것이고, 그 해가 갑자에 있으니 천하가 크게 길하게 될 것이다, 『후한서』 71권 황보숭주이열전 제61 황보숭전)의 슬로건이 내걸렸다. 한 왕조는 불의 덕을 가지고 있다고 하며, 한조를 대신하는 왕조는 흙의 덕을 가지고 있어야 한다는 의미이다.

## 한국에서의 역성혁명
한국사에서의 대표적인 역성혁명은 위만조선의 건국과 왕건의 고려 왕조 건국, 이성계의 조선 왕조 건국이었다. 왕건은 태봉의 장군으로 태봉의 국왕 궁예의 '부덕'을 이유로 쿠데타를 일으켜 궁예를 내쫓고 즉위하여 새로운 왕조를 개창하였으며, 신라 경순왕과 후백제 견훤의 귀부를 받아들이고 삼한을 통일하였다. 이후 이성계는 고려의 장군으로 위화도 회군이라는 쿠데타를 통해 우왕과 창왕을 폐위시키고 공양왕을 즉위시킨 뒤, 정비 안씨를 압박하여 공양왕의 선양을 이끌어내어 그 자신이 새로운 왕조의 개창자가 되었다.
현대 대한민국은 공화정 체제를 채택하고 있지만, 그 행정부의 최고 수장인 대통령 교체는 현대의 '역성혁명'이라고까지 불리기도 한다.

## 같이 보기
- 왕조
- 성씨
- 혁명
- 덕(德)
- 덕치주의
- 왕권신수설